# Gerbillus floweri
Gerbillus floweri (піщанка Флавера) — вид родини мишеві (Muridae).

## Поширення
Цей вид присутній на північному сході Єгипту від східної околиці дельти Нілу до Синайського півострова. Зустрічається в кам'янистій пустелі, піщаних прибережних рівнинах, трав'янистих долинах, а також у пальмових гаях і посівних площах. 